# Texas Instruments TMS9900

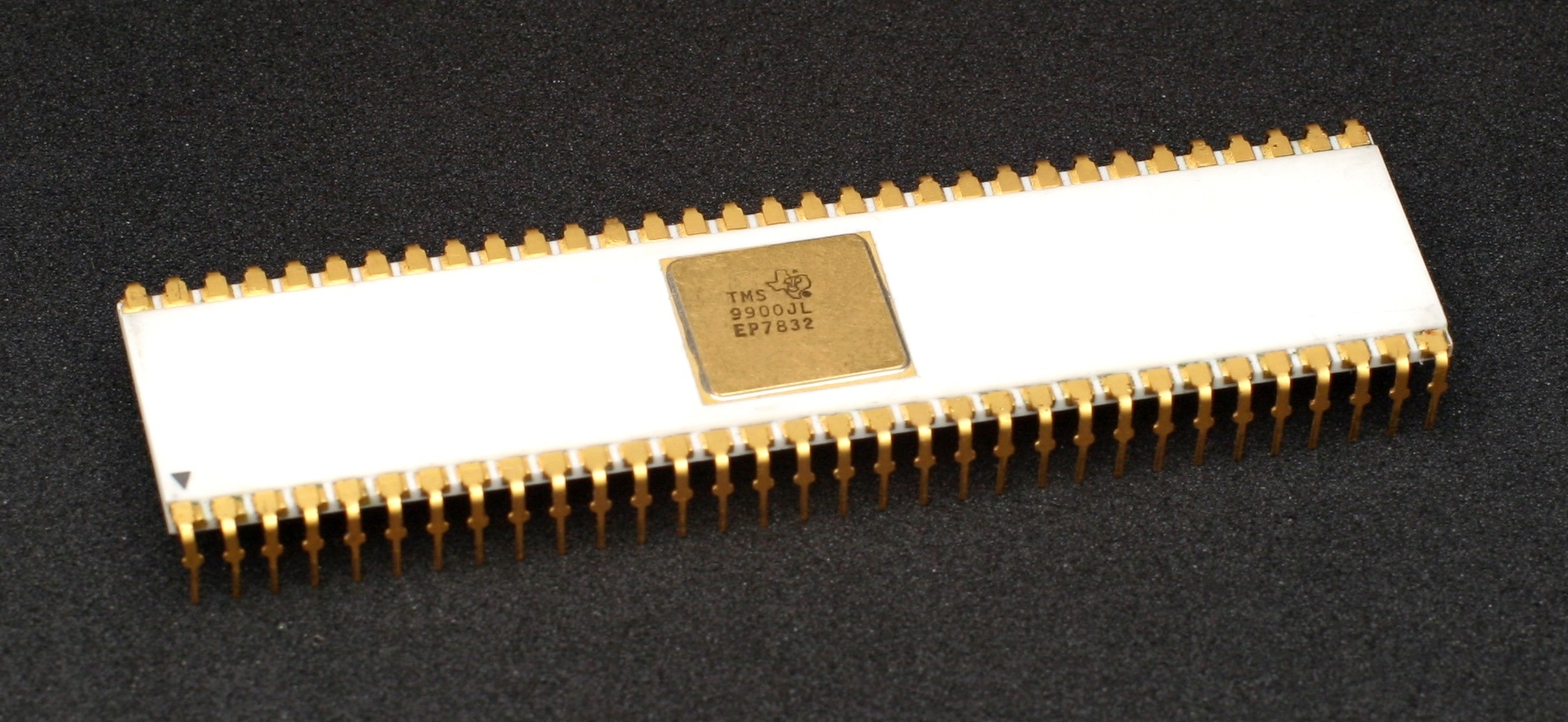
TMS9900 im Keramikgehäuse

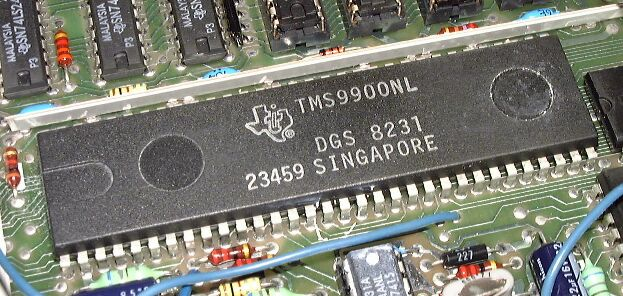
TMS9900 im Plastikgehäuse wie er in den TI-99-Heimcomputern eingesetzt wurde

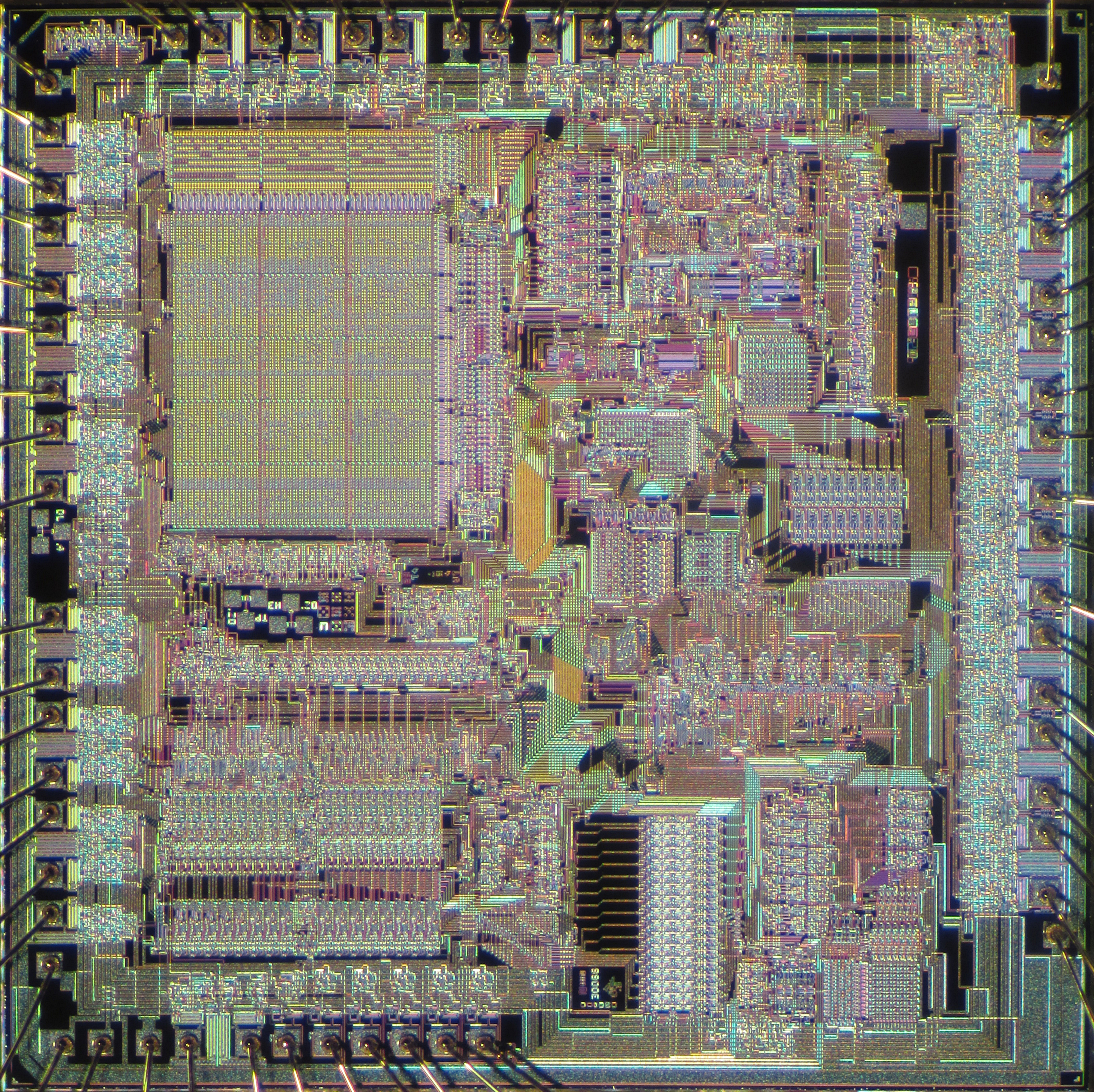
Ein Die eines TI TMS9900

Der TMS 9900 war ein 1976 vorgestellter 16-Bit-Prozessor von Texas Instruments (TI), der vor allem durch den Einsatz in den Heimcomputern der TI-99-Serie bekannt ist. Er war einer der ersten 16-Bit-Mikroprozessoren und vom Design als Ein-Chip-Version der TI-990-Minicomputer-Reihe konzipiert.
Eine Besonderheit des TMS9900 ist, dass sich die Register in einem Teil des externen RAMs befinden. Ein Workspacepointer (WP) genanntes internes Register zeigt auf einen Bereich von 16 16-Bit-Worten (den Workspace), die wie Register benutzt werden können. Hierdurch ist ein schnelles Wechseln verschiedener Registersätze möglich, was vor allem bei Multitaskinganwendungen und der Interruptverarbeitung hilfreich ist, da es das Sichern der Register bei einem Kontextwechsel vermeidet.
Weiterhin verfügt der TMS9900 in seinem Befehlssatz über einen ungewöhnlichen Befehl, welcher als „X“ bezeichnet wird. Hierbei wird ein Befehl ausgeführt, der sich an einer durch eines der Register spezifizierten Adresse im Speicher befindet. Im Gegensatz zu den üblichen Sprungbefehlen wird danach das Programm direkt nach dem „X“-Befehl weiter abgearbeitet und nicht nach der Sprungadresse fortgesetzt. In Kombination mit einem Disassembler, der durch Ermittlung von Codelänge und Sprungbefehlen die Adresse des jeweils als Nächstes auszuführenden Befehls ermittelt, lässt sich damit ein Einzelschritt-Debugger aufbauen. Als Beispiel sei der Millers Graphics Explorer auf dem TI-99/4A genannt.